# 285 f.Kr.

## Händelser

### Efter plats

#### Egypten
- Ett 110 meter högt fyrtorn på ön Faros i Alexandrias hamn står färdigt och tjänar som riktmärke för fartyg i östra Medelhavet. Fyrtornet är byggt av Sostratos från Knidos på uppdrag av Ptolemaios II och är ett av den antika världens sju underverk. Tornet blir en teknologisk triumf och har fått stå modell för alla fyrar efter det. En bred spiralramp leder till toppen, där en eld brinner på natten.

#### Seleukiderriket
- Demetrios Poliorketes överges av sina trupper och kapitulerar till Seleukos i Kilikien, där Seleukos håller honom fången.

## Avlidna
- Dicaiarchos, grekisk filosof, kartograf, geograf, matematiker och författare (född omkring 350 f.Kr.)
- Theofrastos, grekisk filosof, stammande från Eressos på Lesbos, Aristoteles efterträdare inom den Peripatetiska skolan (född omkring 370 f.Kr.)